# Пон-Сент-Максанс
Пон-Сент-Максанс (фр. Pont-Sainte-Maxence) — город на севере Франции, регион О-де-Франс, департамент Уаза, округ Санлис, центр одноименного кантона. Расположен в 46 км к востоку от Бове и в 55 км к северо-востоку от Парижа, в 6 км от автомагистрали А1 "Север", по обоим берегам реки Уаза. На севере коммуны находится железнодорожная станция Пон-Сент-Максанс линии Крей-Жёмон.
Население (2018) — 12 601 человек.

## История
Поселение у моста через Уазу впервые упоминается в хрониках времен короля Теодориха III и называлось Пон (Pont, мост). Сильное наводнение 1658 года разрушило феодальный замок, стоявший на острове посередине Уазы. После этого остров стал смещаться и, в конечном счете, пристал к левому берегу реки.
Своим нынешним названием город обязан легенде о принцессе Максентии, дочери короля скоттов. Она хотела посвятить себя служению церкви, но была обещана знатному язычнику по имени Эвисен (Avicin). Стремясь избежать преследования, она вместе со служанкой переправилась во Францию и поселилась у реки Уаза. Тем не менее Эвисен сумел выследить её и попытался принудить Максентию вернуться к нему. Когда Максентия отказалась, он схватил её за волосы и отрубил голову. Далее легенда гласит, что тело святой девы поднялось с земли, взяло в руки голову и отправилось с ней к месту захоронения, где в настоящее время стоит церковь Сент-Максанс.
В 1826 году в состав коммуны Пон-Сент-Максанс были включены соседние деревни Лез-Ажё и Плесси-Виллет, но спустя 7 лет Лез-Ажё вернула себе независимость. В 1951 году к коммуне были присоединены деревни Саррон и Виллет.
Мост через Уазу в этом месте существовал с времен Меровингов. Он неоднократно разрушался и строился вновь. Средневековый мост был разрушен в 1914 году, восстановлен после войны, но вновь разрушен в 1940 году. Существующий сейчас мост возведен в 1949 году.

## Достопримечательности
- Церковь Сент-Максанс XV-XVI веков в стиле пламенеющей готики с колокольней XVI века в стиле Ренессанса
- Церковь Святого Люсьена в Сарроне ― строение XI века в романском стиле
- Замок де Виллет начала XX века ― в настоящее время частная собственность, недоступен для посещений
- Современный мост через Уазу
- Сохранившаяся часть ветряной мельницы XVII века
- Здание мэрии

## Экономика
Структура занятости населения:
- сельское хозяйство — 0,2 %
- промышленность — 16,0 %
- строительство — 3,7 %
- торговля, транспорт и сфера услуг — 43,9 %
- государственные и муниципальные службы — 36,1 %

Уровень безработицы (2017) — 18,5 % (Франция в целом — 13,4 %, департамент Уаза — 13,8 %). 

Среднегодовой доход на 1 человека, евро (2018) — 20 000 (Франция в целом — 21 730, департамент Уаза — 22 150).

## Демография
Динамика численности населения, чел.

## Администрация
Пост мэра Пон-Сент-Максанса с 2014 года занимает член партии Республиканцы Арно Дюмонтье (Arnaud Dumontier), член Совета департамента Уаза от кантона Пон-Сент-Максанс. На муниципальных выборах 2020 года возглавляемый им правый список победил в 1-м туре, получив 69,83 % голосов.
| Период | Период | Фамилия           | Партия                                                                    | Примечания                                                   |
| ------ | ------ | ----------------- | ------------------------------------------------------------------------- | ------------------------------------------------------------ |
| 1971   | 1977   | Мишель Бурдо      | Союз демократов в поддержку республики Объединение в поддержку Республики | врач                                                         |
| 1977   | 1992   | Жан-Люк Пенгренон | Социалистическая партия                                                   | учитель                                                      |
| 1992   | 2001   | Жан Дуази         | Социалистическая партия                                                   |                                                              |
| 2001   | 2008   | Антуан Обре       | Объединение в поддержку Республики Союз за народное движение              | банкир                                                       |
| 2008   | 2014   | Мишель Дельма     | Социалистическая партия                                                   | инженер, член Генерального совета департамента               |
| 2014   |        | Арно Дюмонтье     | Союз за народное движение Республиканцы                                   | государственный служащий, вице-президент Совета департамента |

## Города-побратимы
- Овле, Бельгия
- Зульцбах, Германия
- Гриньяско, Италия
- Фелгейраш, Португалия
- Лингер, Сенегал

## Знаменитые уроженцы
- Роман Боринже (1973), актриса

## Галерея

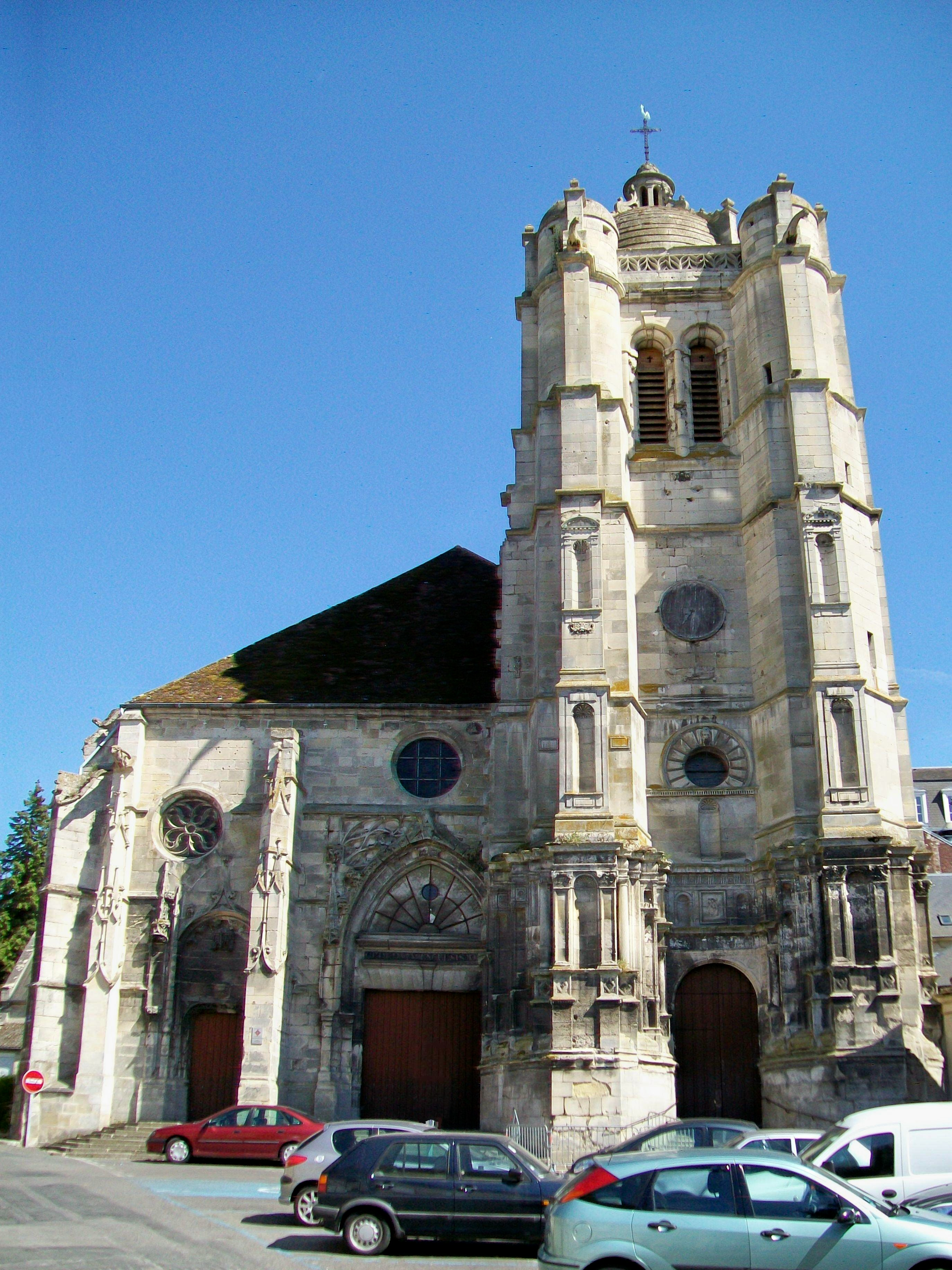
Церковь Сент-Максанс
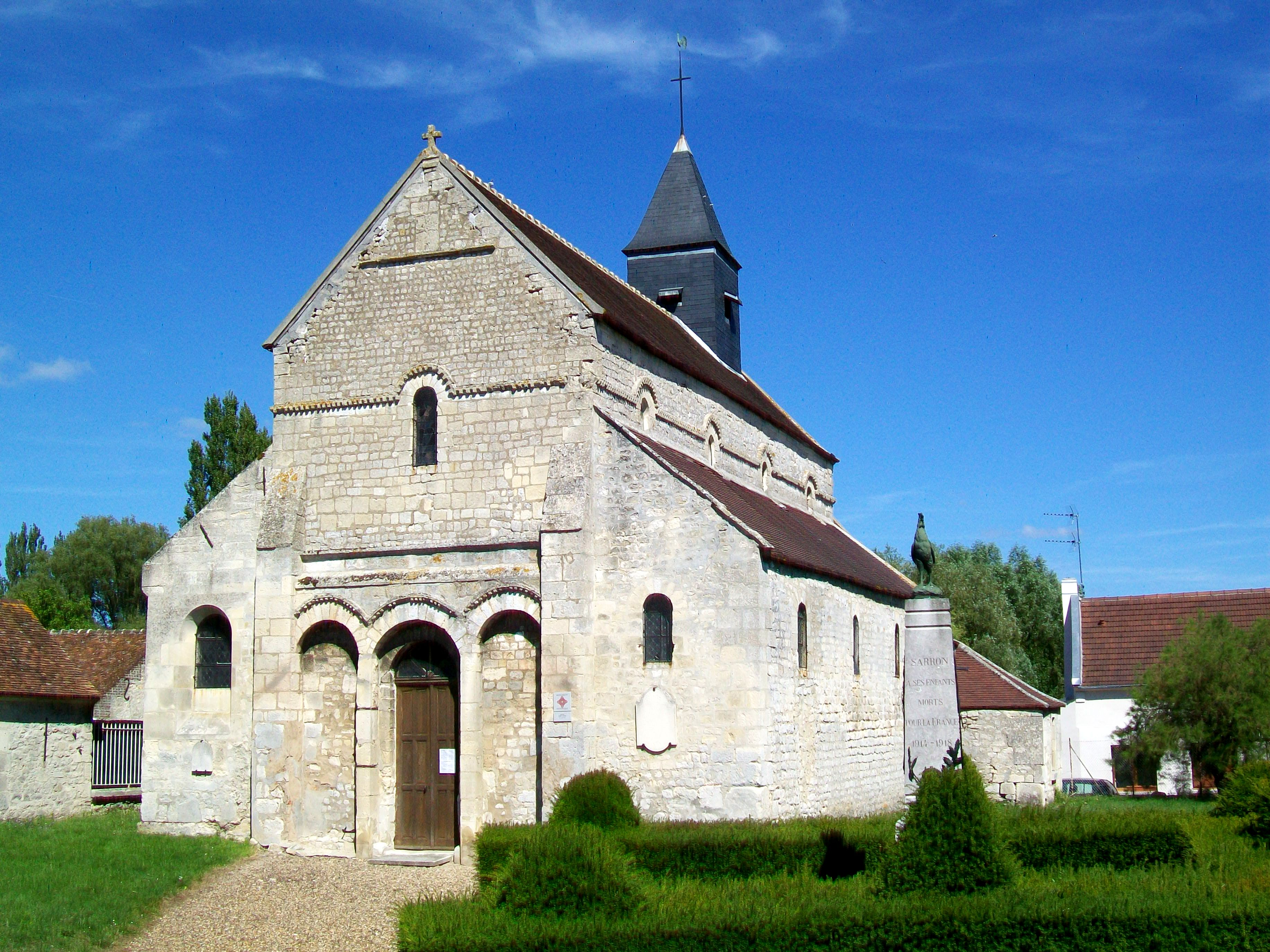
Церковь Святого Люсьена
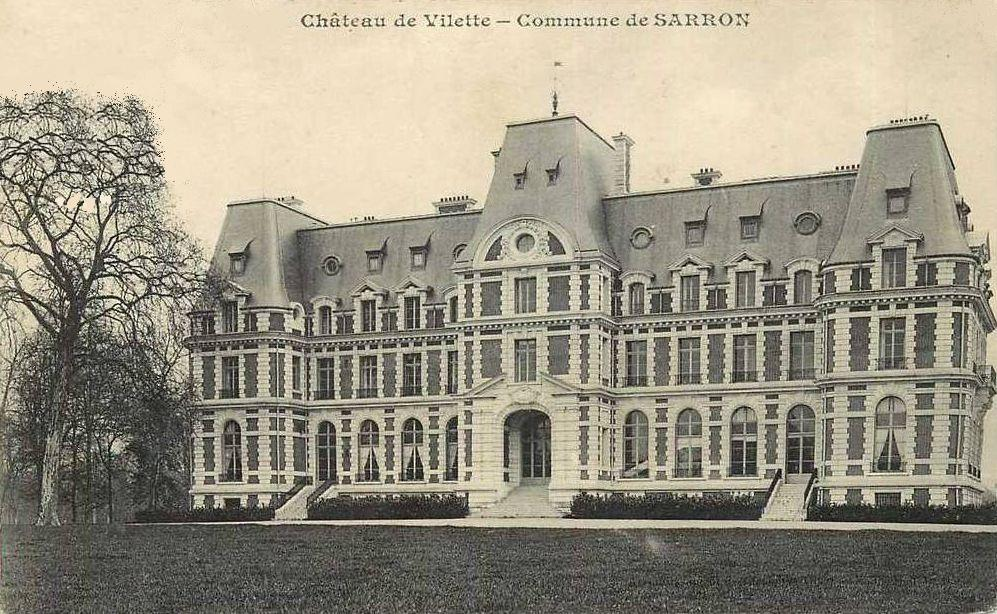
Замок де Виллет (фотография начала XX века)
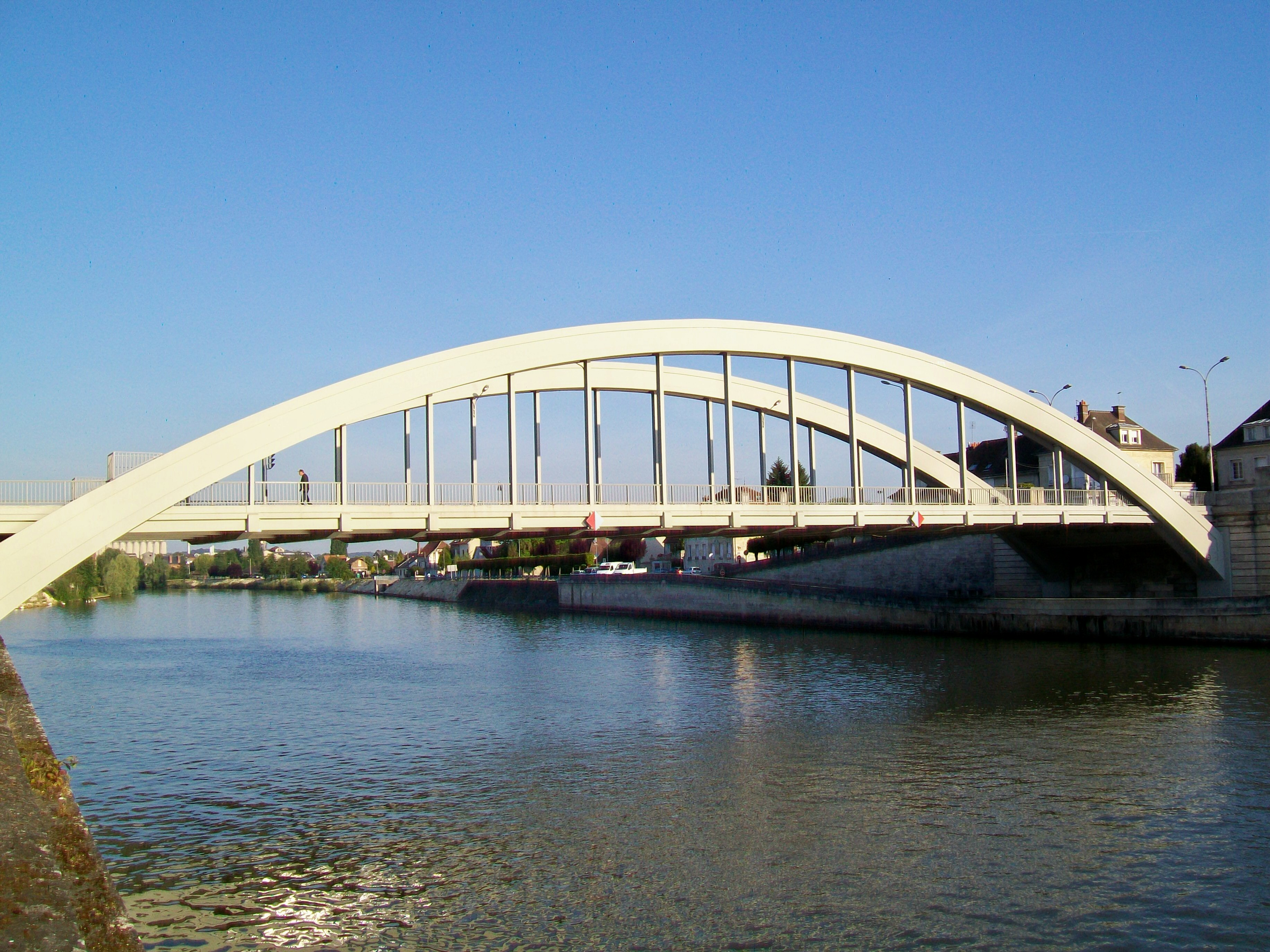
Мост через Уазу
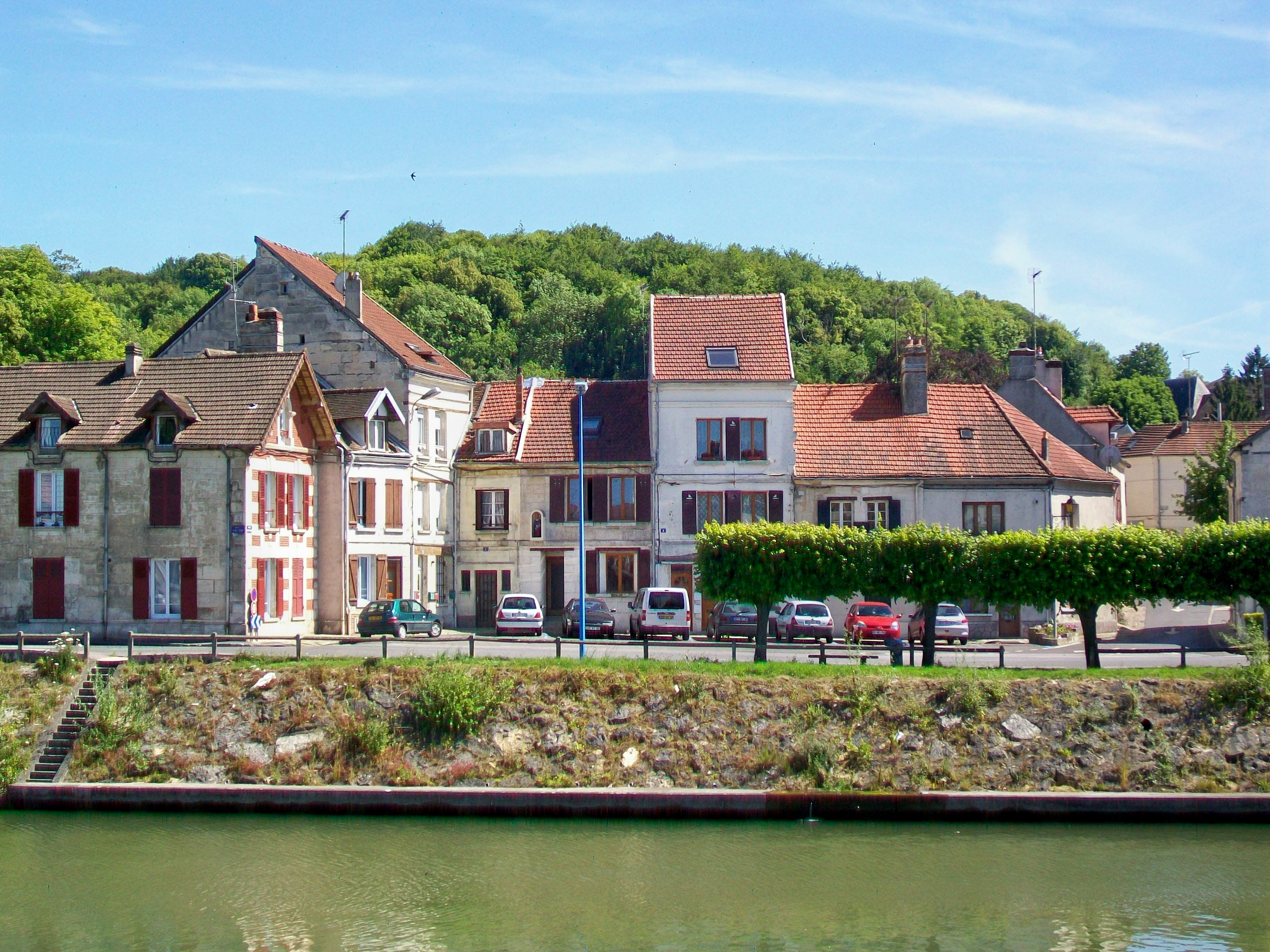
Вид на набережную Пешери на правом берегу Уазу
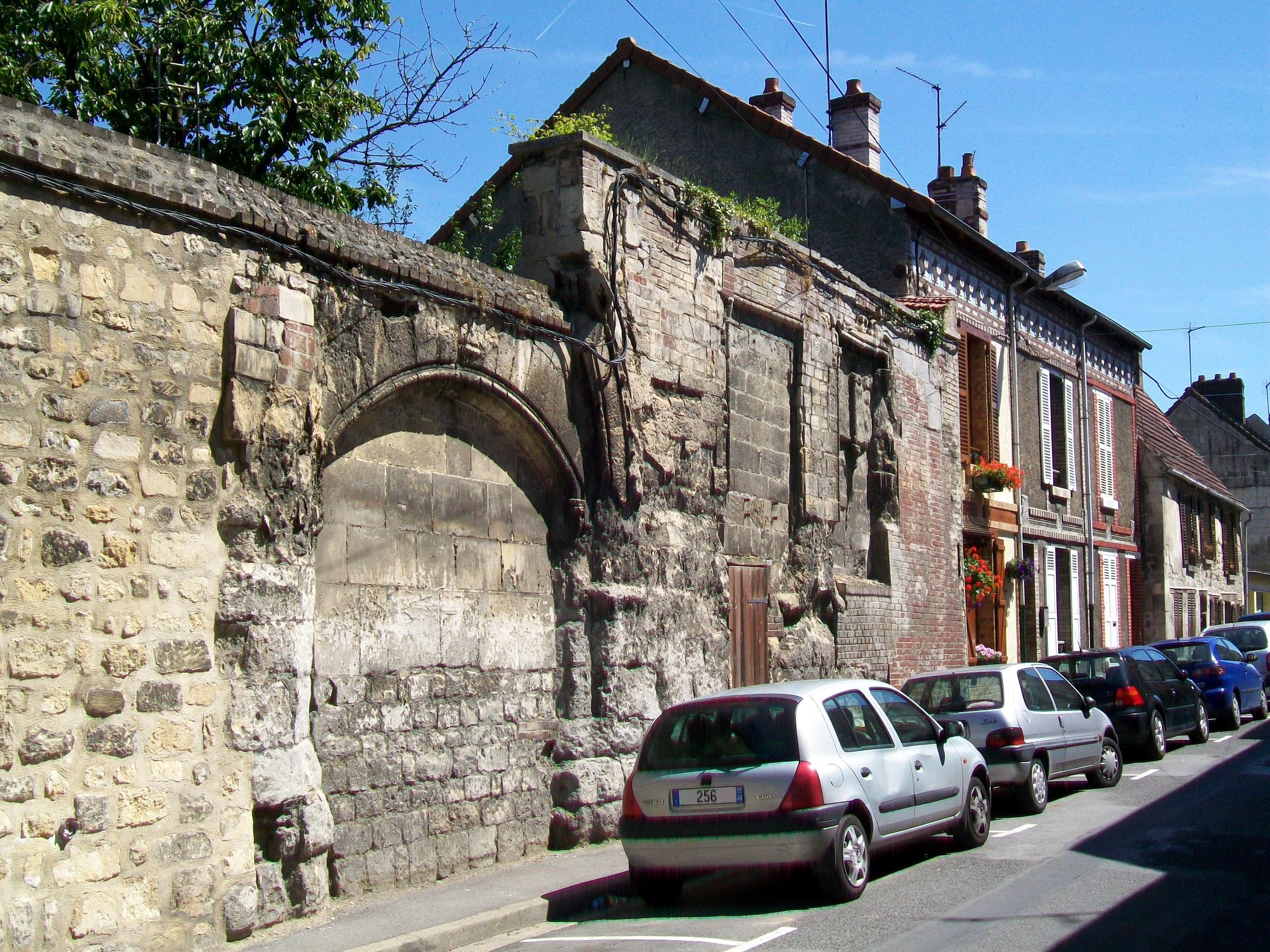
Уцелевшая часть стены старинного здания времен Ордена тамплиеров
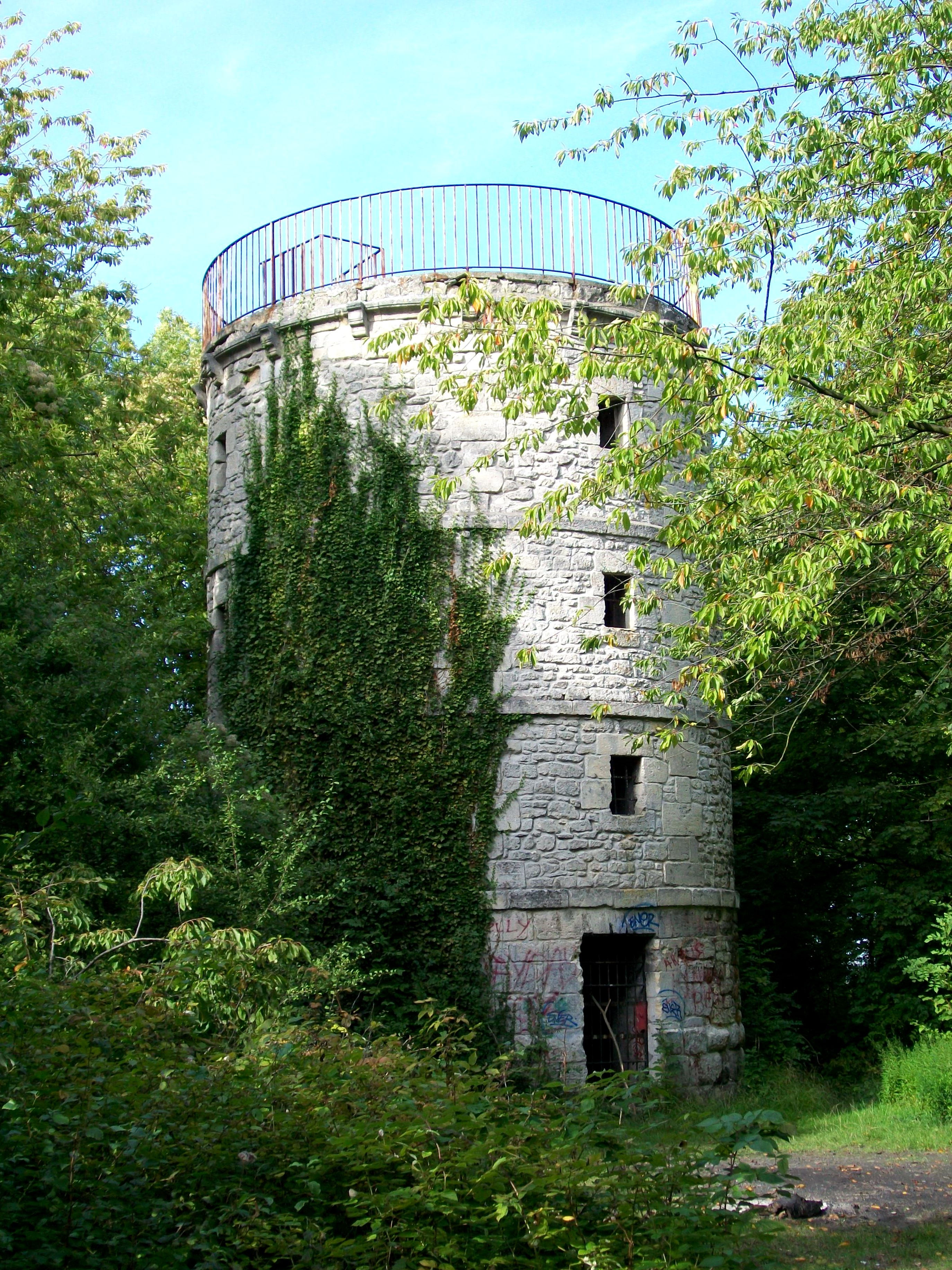
Мельница XVII века
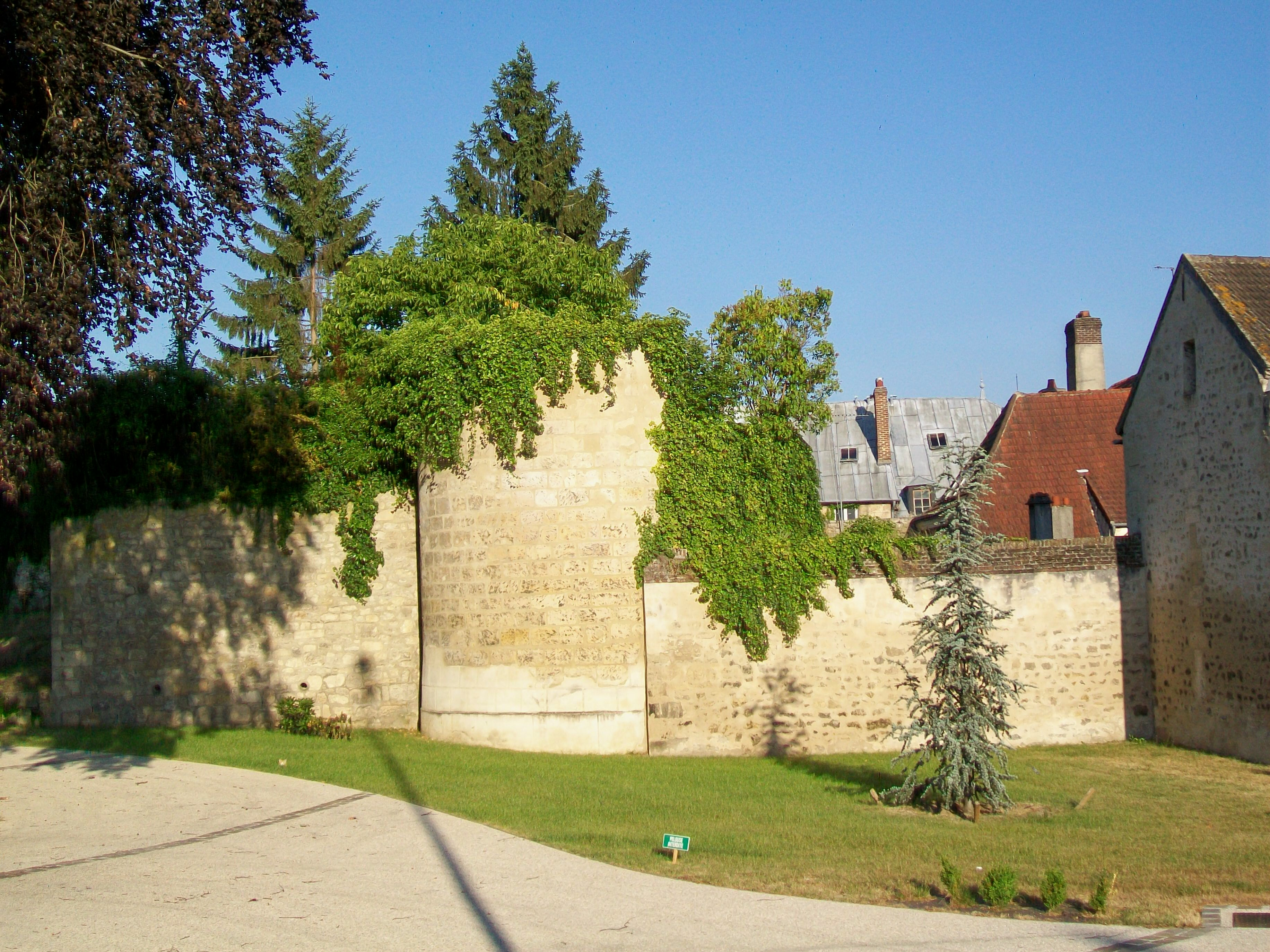
Остатки форта XIII века

1. 1 2  база данных о французских коммунах — Национальный географический институт Франции, 2015.